# 今高城治
今高 城治（いまたか じょうじ）は、日本の医師。獨協医科大学医学部小児科学准教授。

## 人物
2007年に下野新聞で『しもつけ随想』を連載していた。
2008年-2012年には日経メディカルオンラインでブログ「今高城治の医療と生命倫理のパンセ」を展開。このブログでは文明と医学の進歩が人類に本当の幸せをもたらすのか?、最先端の医学・工学技術を追い求め、人間はどこに向かおうとしているのか?、等の現代の倫理、哲学、思想、サイエンスの諸問題を、文学的思考で論考している。
2020年に 今高研究室ホームページ開設。

## 経歴
1994年　獨協医科大学医学部卒業。
2005年　「Expression of NMDA receptor subunit R1 in the developing human hippocampus（ヒト海馬におけるNMDA受容体サブユニットR1遺伝子発現の発達的研究）」により、獨協医科大学より博士（医学）を取得。
2007年-2008年　獨協医科大学医学部小児科学助教。2009年-2014年　獨協医科大学医学部小児科学講師。その間の2011年　慶應義塾大学文学部卒業。
2014年-2015年　防衛省特別職非常勤国家公務員  予備三等陸佐。
2014年から　獨協医科大学医学部小児科学准教授。2015年から　防衛省特別職非常勤国家公務員  予備二等陸佐。
2016年　獨協医科大学大学院医学研究科博士課程修了。2016年からはBambino Gesu Children's Hospital（OPBG）客員教授。
2017年　London School of Marketing修了。2018年　慶應義塾大学法学部卒業
2022年　アングリア・ラスキン大学経営管理学修士（MBA）課程修了。

## 所属学会
- 日本小児神経学会評議員
- 日本思春期学会理事
- 日本てんかん学会評議員
- Infantile Seizure Society (ISS)
- Asia Oceania Child Neurology Association (AOCNA)
- Asian Society of Pediatric Research (ASPR)

## 学位
- 1994年 学士（医学・獨協医科大学）
- 2005年 博士（医学乙・獨協医科大学）
- 2011年 学士（哲学・慶應義塾大学）
- 2016年 博士（医学甲・獨協医科大学）
- 2017年 PGDBA（経営管理学・London School of Marketing, Japan center）
- 2018年 学士（法学・慶應義塾大学）
- 2022年 MBA（経営管理学・アングリア・ラスキン大学大学院）

## 著書
- 『僕のノーマルチャイルド』（新風舎、2005年 文芸社により改定再版2008年）
- 『箱舟』（文芸社、2008年）
- 『コーラルピンク』（星雲社、2013年）